# Hokejski Klub Zelina
Der Hokejski Klub Zelina (kurz: HK Zelina, Partizan) ist ein 1955 gegründeter Hockeyverein aus der kroatische Kleinstadt Sveti Ivan Zelina, rund 35 km nordöstlich von Zagreb. Der in Grün-Weiß spielende Club firmierte zur Zeit des sozialistischen Jugoslawiens unter dem Namen Partizan Zelina. Das erste Spiel bestritt Zelina am 25. März 1956 in Zagreb, das gegen den dortigen Club Marathon mit 0:3 verloren ging. Ab den 1970er Jahren gehörte der Verein zur jugoslawischen Spitze.
2009 hatte der Club nur noch 30 aktive Mitglieder und der Fortbestand war ernsthaft gefährdet. Mit dem Start eines Nachwuchsprogrammes, das Hockeycamps für interessierte Anfänger im Sommer einschloss, und der Fusion mit dem Damenhockeyclub Viktoria konnte die Zahl der Aktiven auf über 200 gesteigert werden. Ein weiteres Problem stellte das Fehlen eines zeitgemäßen Kunstrasen-Spielfeldes dar. So mussten die Heimspiele und teilweise das Training in Zagreb abgehalten werden, so dass die
Bedingungen für einen normalen Clubablauf sich als extrem schwierig darstellten, der Club Probleme hatte seine Spieler zu halten. Doch steht seit Mitte der 2010er-Jahre ein Hockeykunstrasenfeld rund 1 km nordöstlich des Ortskerns zur Verfügung. Für seine Entwicklung wurde HK Zelina 2014 von der Europäischen Hockey Föderation mit dem Titel Club Of The Year – Medium Club ausgezeichnet.

## Herren
| Europapokalbilanz Herren Feld |                          |        |       |           |
| Jahr                          | Wettbewerb               | Niveau | Platz | Ort       |
| 1999                          | Cup Winners Challenge    | 3      | 2     | Triglav   |
| 2002                          | Club Champions Challenge | 3      | 5     | Cardiff   |
| 2007                          | Cup Winners Challenge    | 3      | 6     | Corradino |
| 2017                          | Club Challenge           | 3      | 5     | Vinnitsa  |
| 2018                          | Club Challenge II        | 4      | 1     | Lipovci   |

1972 war das Team erstmals in der jugoslawischen Spitze vertreten. Ein Jahr später konnte Zelina dann sogar das Double aus Meisterschaft und nationalen Pokal gewinnen. Bis zur Unabhängigkeit Kroatiens folgten 1984 und 1989 noch zwei Vizemeisterschaften.
 Erfolge
- Euro Hockey Challenge II: 2018
- Kroatischer Feldhockeymeister: 2001, 2016
- Kroatischer Feldhockeypokalsieger: 1998, 1999, 2001
- Jugoslawischer Feldhockeymeister: 1973
- Jugoslawischer Feldhockeypokalsieger: 1973
- Kroatischer Hallenhockeypokalsieger: 1995, 1997, 1998, 1999, 2015

## Damen
- Kroatischer Feldhockeymeister: 1998
- Kroatischer Hallenhockeymeister: 1998, 1999, 2000, 2001